# Simon Milward
Simon Milward (Strete, 28 gennaio 1965 – Kayes, 4 marzo 2005) è stato un dirigente sportivo britannico.
Fu Segretario Generale della Federation of European Motorcyclists Associations (FEMA) dal 1992 al 1999, rappresentando i motociclisti presso le Istituzioni Europee soprattutto nelle questioni riguardanti la sicurezza stradale e i diritti dei consumatori-utenti.
Durante un ricovero in ospedale dovuto ad un incidente stradale, prende la decisione di fare il giro del mondo in moto, da solo e con una moto realizzata artigianalmente secondo le sue indicazioni, allo scopo di raccogliere fondi per un progetto internazionale di aiuto medico-sanitario. Il viaggio, iniziato il 1º gennaio 2000, prende il nome di Millennium Ride.
Nel maggio 2002, Simon Milward contribuisce ad avviare un progetto pilota basato sul principio "guasti zero" dell'associazione Riders for Health, nella remota isola indonesiana di Flores.
Il suo viaggio, dopo aver attraversato il continente americano da Nord a Sud, è proseguito in Africa, fino all'ultima, definitiva tappa in Mali. Qui, il 4 marzo 2005, quando il suo itinerario era ormai quasi giunto al termine, sulla strada che collega Bamako a Kayes, Simon Milward ha perso la vita in un incidente le cui circostanze non sono mai state del tutto chiarite. Le sue spoglie sono state cremate ad Exeter, Inghilterra.